# Aulosaphes semifasciatus
Aulosaphes semifasciatus är en stekelart som beskrevs av Van Achterberg 1995. Aulosaphes semifasciatus ingår i släktet Aulosaphes och familjen bracksteklar. Inga underarter finns listade.